# Контрабасова труба
Контрабасова труба — це найбільший і найнижчий за звучанням інструмент із родини труб, який звучить нижче за басову трубу. Існує лише кілька екземплярів цього інструмента. Контрабасова труба з’явилася в середині XX століття, але не має класичного або джазового репертуару. Зазвичай виготовляється в строї 12-футової фа — на чисту кварту нижче басової труби у сі-бемоль, тобто має таку ж довжину, як контрабасовий тромбон у фа, чимбасо або туба. Деякі інструменти (іноді звані субконтрабасовими трубами) ще більші — в строї 18-футової сі-бемоль, тобто на октаву нижче за басову трубу і на дві октави нижче стандартної труби у сі бемоль.

## Історія

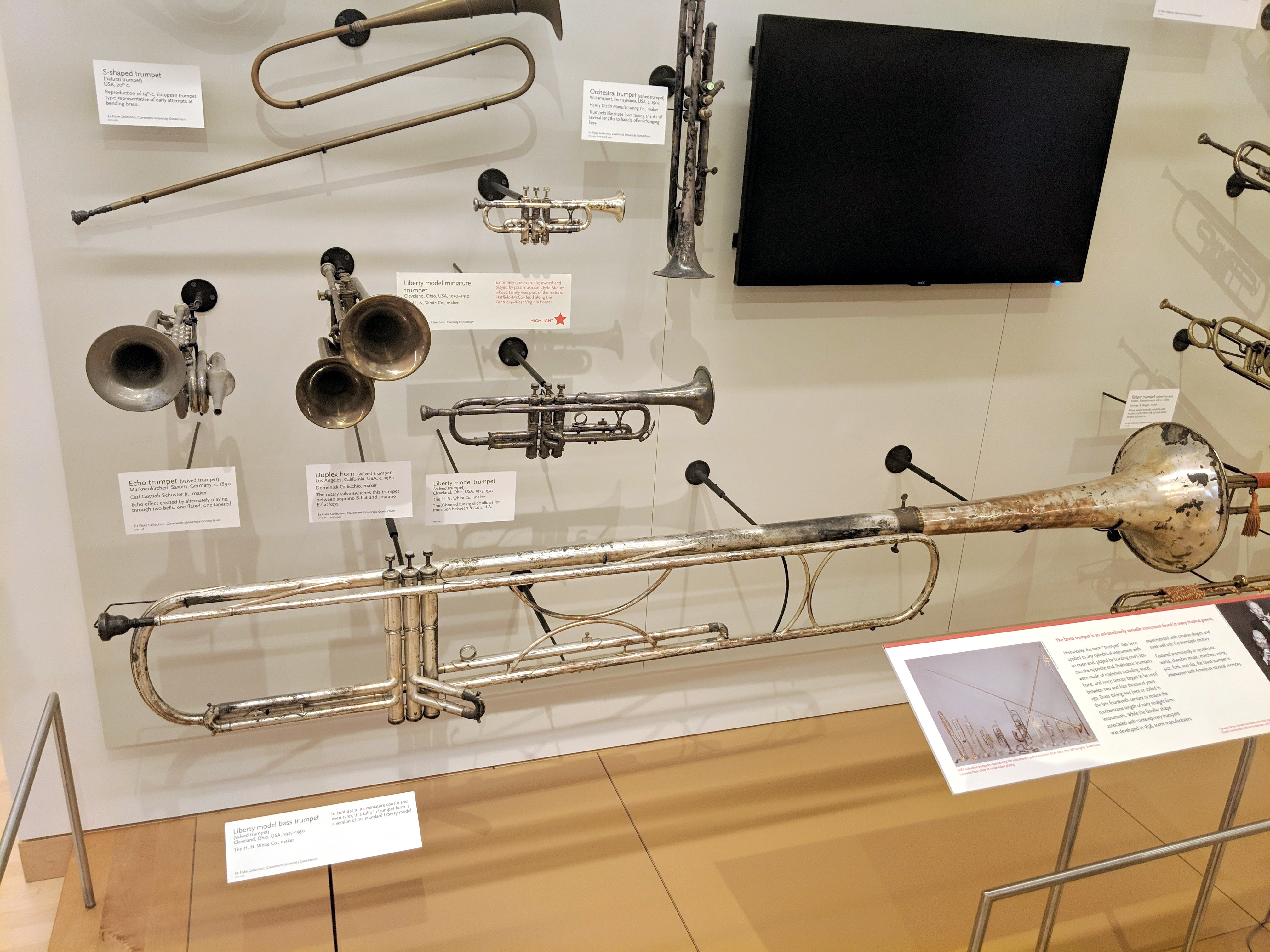
Контрабасова труба сі-бемоль, бл. 1925–1930 рр., видавництво HN White Company. Музей музичних інструментів, Фінікс, Аризона

Контрабасова труба у строї 18′ сі-бемоль була зіграна тубістом Доном Баттерфілдом у 1962 році в телевізійному шоу I've Got a Secret (укр. У мене є таємниця). Інструмент було позичено з колекції музичних інструментів університету Клермонт-Коледж, яка тепер зберігається у Музеї музичних інструментів у Фініксі, Аризона.
У 1967 році тубіст Лос-Анджелеського філармонічного оркестру Роджер Бобо замовив контрабасову трубу у майстра Джорджа Струцеля. Невдоволений звучанням контрабасового тромбона при записі твору Canzoni e Sonate Джованні Габрієлі, він разом зі Струцелем зібрав інструмент у строї фа з трубок, що лишилися на фабриці Bach, та з використанням дзвона басового тромбона. Тубіст Карл Кляйнштойбер виготовив чотири подібні труби у 1990-х роках із залишкових частин, як "веселий" проєкт, з повним усвідомленням того, що репертуару для них немає. На початку 2000-х латвійський тромбоніст Вайріс Нартішс виготовив чотири інструменти в строї 18′ сі-бемоль, які він назвав субконтрабасовими трубами. Два з них зберігаються в музеях.

## Репертуар
Контрабасова труба не має традиційного репертуару в класичній чи джазовій музиці. Вона лише зрідка з’являється у сучасних творах. Словенський композитор Ігор Кривокапіч включив партію контрабасової труби до своєї Симфонії № 5 «Сім труб Апокаліпсису» (словен. Sedem trobent Apokalipse, 2021).

## Використання
Дуже небагато інструментальних майстрів сьогодні виготовляють контрабасові труби. Шведський майстер Ларс Ґердт пропонує модель у строї фа, засновану на інструменті Роджера Бобо. Через вагу та незручну форму ці труби важко тримати як звичайну трубу, тому їх зазвичай грають, закріплюючи на підставці з регульованою висотою. Завдяки циліндричній мензурі, використанню вентилів і подібному регістру, контрабасову трубу іноді замінюють чимбасо.